# Ювілей (Свято глиняного горщика)
«Ювілей (Свято глиняного горщика)» (рос. «Юбилей (праздник глиняного горшка)») — грузинський радянський мультфільм 1963 року кінорежисера Отара Андронікашвілі. Мультфільм вважається втраченим через відсутність кадрів в Інтернеті.

## Сюжет
Розповідь для дітей про історію керамічного посуду.